# Preston (Kent)
Pour les articles homonymes, voir Preston.
Preston est une paroisse civile et un village du Kent, en Angleterre.